# Церациомикса
Церациоми́кса (лат. Ceratiomyxa) — род грибоподобных организмов, относимый к протостелиевым слизевикам (протостелиомицетам).
Церациомикса кустарничковая — один из наиболее широко распространённых и часто встречающихся слизевиков в мире.

## Биологическое описание
Споры образуются экзогенно, каждая — на отдельной тонкой ножке, разбросаны по поверхности спорофора. Спорофоры обыкновенно прямостоячие, ветвящиеся или переплетающиеся, иногда в виде крупнопористой сеточки, окраска их белая или жёлтая.
При прорастании споры образуется амёбоидный четырёхъядерный протопласт, переходящий в нитевидную фазу, предшествующую митозу. После митоза образуются восемь гаплоидных клеток с длинным (иногда также с коротким) жгутиком.

## Систематика

### Синонимы
- Ceratiopsis De Wild., 1896, nom. nov.
- Ceratium Alb. & Schwein., 1805, nom. illeg.
- Famintzinia Hazsl., 1877, nom. rej.

### Виды
- Ceratiomyxa fruticulosa (O.F.Müll.) T.Macbr. — Церациомикса кустарничковая
- Ceratiomyxa hemisphaerica L.S.Olive & Stoian.
- Ceratiomyxa morchella A.L.Welden
- Ceratiomyxa sphaerosperma Boedijn